# Rollag
Rollag és un municipi situat al comtat de Buskerud, Noruega. Té 1.404 habitants (2016) i té una superfície de 449 km². El centre administratiu del municipi és el poble homònim.
El municipi es troba al cor de la regió tradicional de Numedal, el més occidental al sud-est de Noruega. El riu Numedalslågen flueix a través de Rollag i cap al fiord d'Oslo a Larvik.
Al nord-oest de Rollag es troben les muntanyes Vegglifjell, que són una porta d'entrada al Hardangervidda. El punt més alt del municipi és Storegrønut, amb 1.289 metres, situat a les muntanyes Vegglifjell.

## Ciutats agermanades
Rollag manté una relació d'agermanament amb la següent localitat:
- Jokioinen, Finlàndia del Sud, Finlàndia